# Тулізма
Тулізма — село в Лакському районі Дагестану.
Розташоване за 5 км південніше Кумуха на лівому березі Казі-Кумухського Койсу, між селами Говкра і Щара.
В 1886 році в селі Тулізма було 75 дворів. В 1914 році проживали 339 осіб. В 1929 році — 71 двір та 229 мешканців. В 1941 році було 56 дворів.